# Denise Ouabangui
Denise Ouabangui, född 8 juni 1968, är en friidrottare från Centralafrikanska republiken. Hon deltog vid olympiska sommarspelen 1996.